# Lidsjöberg
Lidsjöberg är en by i Alanäs socken längs med Ströms Vattudal, och ligger mellan Strömsund och Gäddede. 
Byn har skildrats av Ann-Marie Wikander i hennes "Sigrid-epos" i fyra volymer utgivna 2009–2015.